# Celaenia tumidosa
Celaenia tumidosa är en spindelart som beskrevs av Arthur Urquhart 1891. Celaenia tumidosa ingår i släktet Celaenia och familjen hjulspindlar.
Artens utbredningsområde är Tasmanien. Inga underarter finns listade i Catalogue of Life.